# Maddalena Buondelmonti
Maddalena Buondelmonti (fallecida en 1401) fue la esposa del conde Leonardo I Tocco de Cefalonia y Zacinto. Era la hija de Manente Buondelmonti y de Lapa Acciaioli, sobrina de Niccolò Acciaiuoli y hermana de Esaú Buondelmonti.
En 1381 su esposo Leonardo I Tocco murió y ella ejerció la regencia de su hijo Carlo I Tocco hasta 1381. Maddalena murió en 1401.

## Descendencia
Por su matrimonio con Leonardo I Tocco tuvo cinco hijos:
- Petronila (fallecida en 1409/1410), se casó con Nicolás III dalle Carceri, duque de Naxos (fallecido en 1383) y luego con Nicola Venier, hijo de Antonio Venier.
- Giovanna, se casó con Enrico di Ventimiglia, conde de Geraci
- Susana, se casó con Nicola Ruffo, conde de Cantanzaro, virrey de Calabria, marqués de Cotrone.
- Carlo I Tocco (fallecido en 1429), sucesor  de Leonardo como conde palatino, también se convirtió en déspota de Epiro.
- Leonardo II Tocco (fallecido en 1418/19), señor de Zacinto, gobernador de Corinto, señor de Glarentza y Angelokastro.